# Американский план (программа)

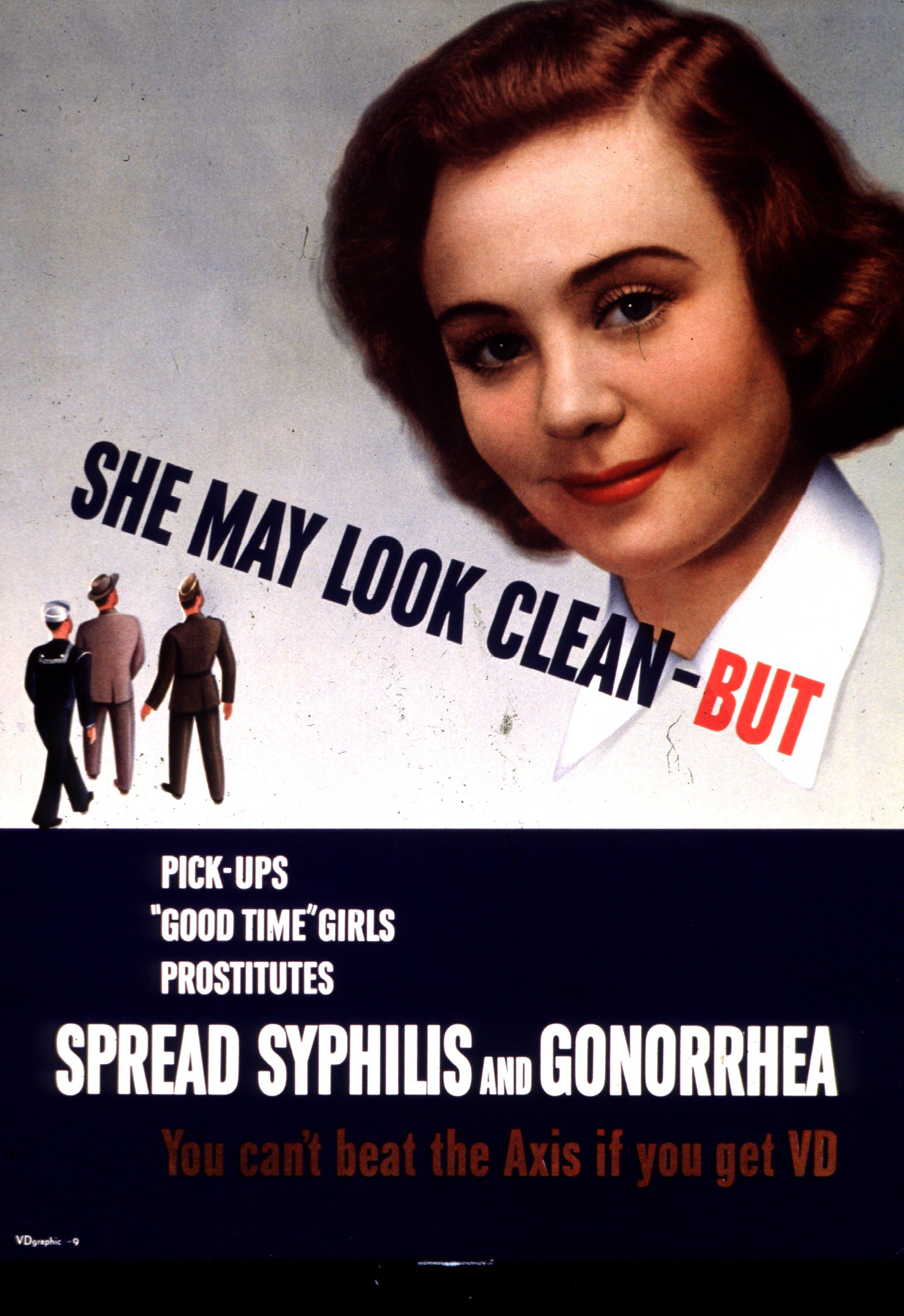
Агитационный плакат периода Второй мировой войны: «Она может выглядеть чистой, но…»

«Американский план» (англ. American Plan) — негласная долгосрочная федеральная программа правительства США, действовавшая с различной интенсивностью с 1918 по 1970-е годы, включавшая в себя комплексные полицейские, пенитенциарные и медико-санитарные мероприятия, направленные на принудительную изоляцию и репрессивные меры (вплоть до стерилизации) против женщин-переносчиц венерических заболеваний. Юридическим обоснованием программы стал Закон Чемберлена—Кана, принятый Конгрессом США 9 июля 1918 года для предотвращения пандемического распространения венерических заболеваний (прежде всего сифилиса и гонореи) в стране, по примеру аналогичных программ в европейских странах, страдавших от разнообразных социально-биологических последствий Первой мировой войны, наряду со скудным питанием, вспышками туберкулёза, эпидемиями и пандемиями вирулентных инфекционных заболеваний (гриппа, тифа, холеры, оспы) и т. д. Задержание женщин силовыми структурами и принудительные процедуры осуществлялись негласно, во внесудебном порядке. В связи с секретностью осуществлявшихся мероприятий, точное количество женщин, прошедших программу, установить не удалось, исследователями называются разные цифры от нескольких десятков до нескольких сотен тысяч. На современном этапе программа рассматривается в качестве проявления насилия по половому признаку, как сексизм.

## Механизм реализации
Для претворения закона в жизнь в США была создана «полиция нравов» (morals squad), то есть особые полицейские подразделения, которые занимались задержанием подозрительных женщин, прежде всего проституток, и препровождением их на принудительную медицинскую экспертизу в ближайшие муниципальные медицинские учреждения, откуда их в случае положительного диагноза отправляли в места заключения, где их подвергали принудительному лечению методами и средствами, которые современной медициной считаются опасными для здоровья (с использованием ртутных мазей, мышьяка и тому подобного). Реакция американского общества на начатую кампанию изначально была положительной, поскольку фривольные женщины преподносились консервативной общественности как «предательницы», заражавшие воинов, и этим помогавшие врагу. Руководство либеральных и правозащитных организаций США поддержали действия властей.

## Целевая группа
Согласно документам, основную массу задержанных составили:
- одинокие женщины в ресторанах;
- часто меняющие место работы;
- замеченные с мужчинами, с которыми они не состоят в браке;
- попавшие под пристальный надзор за своё вызывающее поведение, походку или одежду,

а также другие причины для задержания, нередко субъективного порядка.